# 柏林鎮區 (新澤西州)
柏林鎮區（英語：Berlin Township）是位於美國新澤西州康登縣的一個鎮區。

## 地方資料
柏林鎮區的面積為8.67平方千米，當中陸地面積為8.65平方千米，而水域面積為0.02平方千米。根據2020年美國人口普查的數據，當地共有人口5867人，而人口密度為每平方千米676.7人。